# NGVA

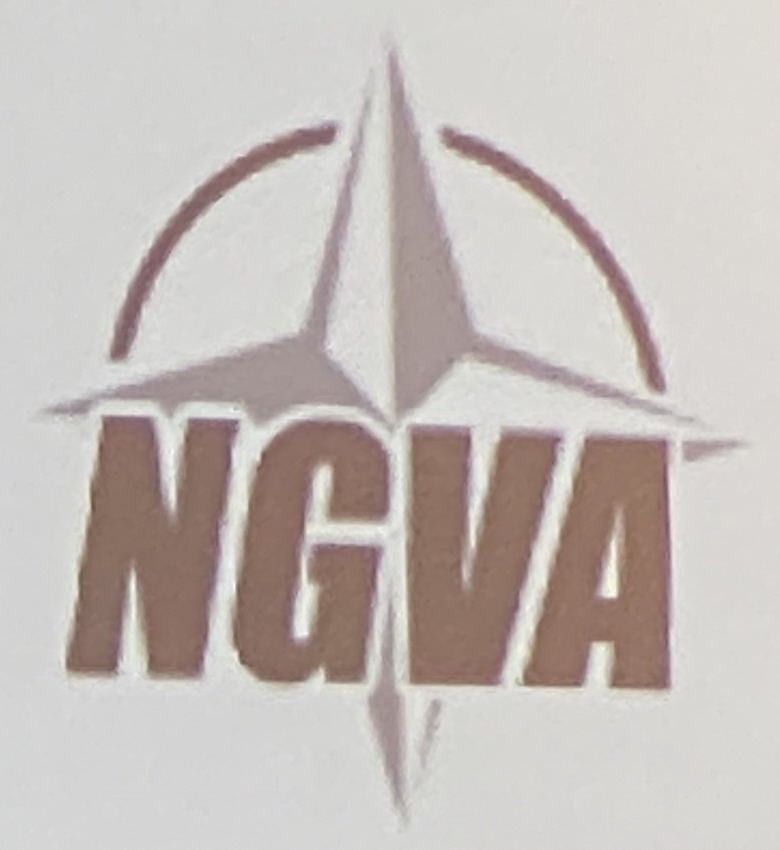
Логотип NGVA

NGVA (англ. NATO Generic Vehicle Architecture) — загальна архітектура транспортних засобів, що запроваджена стандартом НАТО STANAG 4754 та детально описана в настанові AEP-4754.
В основі архітектури NGVA лежить використання на борту транспортної платформи розгалуженої цифрової IP-мережі, до якої підключені усі системи машини через спеціальні інтерфейсні шлюзи (Gateway).
В якості напруги електроживлення для NGVA стандартизовано 28 В постійного струму.
Прикладами реалізації NGVA є шведська бойова машина піхоти CV90 MkIV, німецька бойова машина BOXER.

## Історія розробки
В 2012 р. європейська Організація з спільних проектів озброєння (Organisation for Joint Armament Cooperation (French: Organisation conjointe de coopération en matière d'armement; OCCAR) започаткувала проект щодо бойових машин з відкртитою архітектурою «Land Vehicle with Open System Architecture (LAVOSAR)», головним виконавцем якого стала компанія Rheinmetall. Завданням проекту було визначення існуючих стандартів у відповідній сфері та формування стратегії розвитку на майбутнє.
За результатами проекту, що завершився у 2014 р., було рекомендовано адаптувати національний стандарт Великої Британії Defence Standard 23-09 «Generic Vehicle Architecture» під стандарт НАТО шляхом розширення та доповнення.
Розробкою відповідного стандарту НАТО займалися експерти Асоціації військової ветроніки MILVA у взаємодії з Групою НАТО з розвитку спроможностей ведення наземного бою (LCG LE).
Перспективним напрямом розвитку NGVA є трансформація її у багатомережну систему та сполучення з архітектурою систем солдата.